# Mercy Williams
Mercy Williams (1947 — 19 de novembro de 2014) foi uma política indiana. Foi prefeita de Cochim e a primeira mulher a ocupar a esse cargo nesta cidade.